# 투트모세 2세

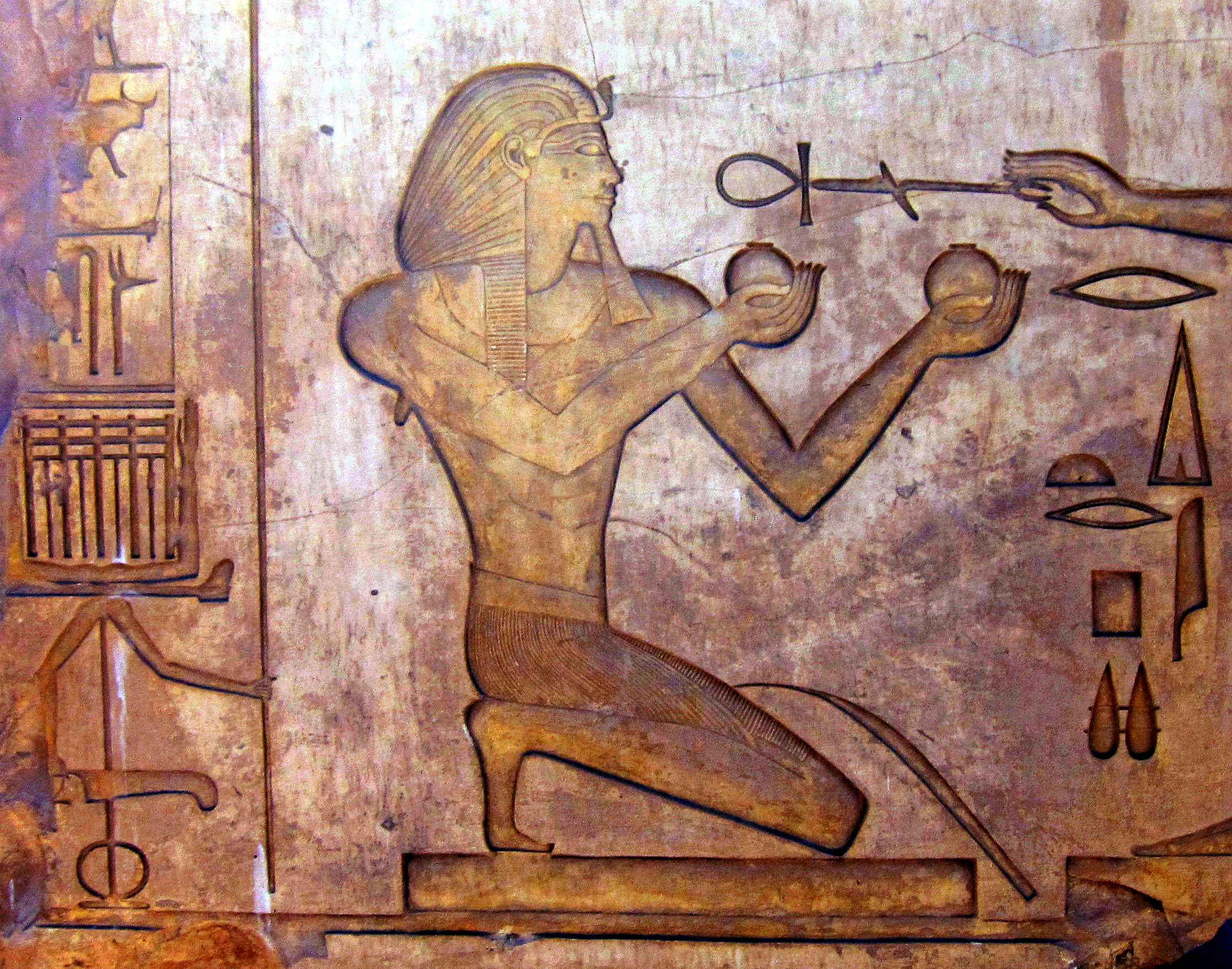

투트모세 2세(Thutmose II)는 이집트 제18왕조의 네 번째 파라오이다. 아버지 투트모세 1세, 이복 누이이자 왕비인 하트셉수트, 그리고 아들 투트모세 3세에 가려져 비교적 잘 알려지지 않은 파라오이다. 투트모세 2세를 언급하는 기념물은 다른 파라오들에 비해 적은 편이다.
어릴 때부터 몸이 병약한 탓에 30세가 되기 전에 사망했다. 투트모세 2세의 것으로 추정되는 미라는 하트셉수트의 장제전 위쪽의 데르 엘 바하리 은닉처에서 발견되었다. 투트모세 2세의 무덤은 2022년 여왕들의 계곡 근처 서부 와디 지역에서 발견되었으며, 2025년에 그의 무덤으로 확인되었다. 이 무덤은 폭포 아래에 지어져 주기적인 홍수로 인해 오랜 세월 동안 손상을 입었다. 그의 미라는 고대에 데르 엘 바하리 은닉처로 옮겨진 것이 19세기에 재별견된 것이다.

## 가계
투트모세 2세의 이름은 '투트모시스' 또는 '투트모시스 2세'로 읽히며, 고대 그리스어식 표기에서는 '토트메스'로 기록되었다. 이는 고대 이집트어로 /ḏḥwty.ms/ (Djehutymes)라고 발음되는데, "토트가 태어났다"는 의미이다.
투트모세 2세는 투트모세 1세와 그의 첩인 무트노프레트 사이에서 태어났다. 무트노프레트는 아흐모세 1세의 딸이었을 것으로 추정되는데, 무트노프레트는 공주였고 투트모세 1세는 평민 출신이었기에 두 사람은 투트모세 1세가 왕이 된 후에야 결혼했을 가능성이 크다. 따라서 그는 투트모세 1세의 서자였으며, 왕권을 확보하기 위해 정통 왕가 출신의 이복 누이 하트셉수트와 결혼하였다. 따라서 투트모세 2세는 아버지가 즉위한 후에 태어났으며, 왕비이자 전처의 자식인 하트셉수트보다도 늦게 태어났을 가능성이 있다. 이러한 정황을 고려하면, 투트모세 2세는 즉위 당시 아직 어린 십 대였을 것으로 추정된다.
투트모세 2세는 누비아와 레반트에서 반란을 진압하고, 유목민 베두인 집단을 격파하는 등의 군사 활동을 펼쳤으나, 이러한 작전은 왕이 직접 수행한 것이 아니라 그의 장군들이 대신 수행한 것으로 보인다. 이는 투트모세 2세가 즉위 당시 미성년자였음을 시사하는 증거로 해석되기도 한다.
투트모세 2세는 하트셉수트와의 사이에서 네페루레를, 그리고 첩인 이세트와의 사이에서 투트모세 3세를 두었다.
일부 고고학자들은 투트모세 2세의 통치 기간 동안 실질적인 권력은 하트셉수트가 행사했을 것으로 보고 있다. 이는 그녀의 재위 기간 동안 이어진 국내외 정책이 투트모세 2세 시기의 정책과 유사하다는 점, 그리고 그녀가 자신의 부친 투트모세 1세의 정통 후계자라고 주장한 점에서 확인할 수 있다. 또한 카르나크 신전의 문에 새겨진 부조 중 몇 개에서 하트셉수트가 남편과 함께 등장하거나 단독으로 묘사된 점도 이러한 해석을 뒷받침한다. 이후 하트셉수트는 투트모세 3세의 즉위 후 몇 년이 지나 공식적으로 파라오로 등극하였다. 이는 그녀의 사절들이 투트모세 2세의 이름을 일부 장소에서 지우고 자신의 카르투슈로 대체한 기록에서도 확인된다.
만약 투트모세 2세가 그의 아버지가 즉위한 후에 태어났다는 가설이 맞다면, 짧은 통치를 했을 경우 십 대 초반, 긴 통치를 했을 경우 이십 대 초반에 사망했을 것으로 여겨진다.